# 미니모
미니모(영어: Minimo)는 모질라 재단에서 개발한 PDA와 휴대전화를 위한 웹 브라우저였다.
0.2판이 출시된 이후 개발이 중단되었으며, 그 성과를 기초로 현재는 파이어폭스의 모바일 버전인 페넥이 개발중이다.

## 같이 보기
- 페넥